# Krimml

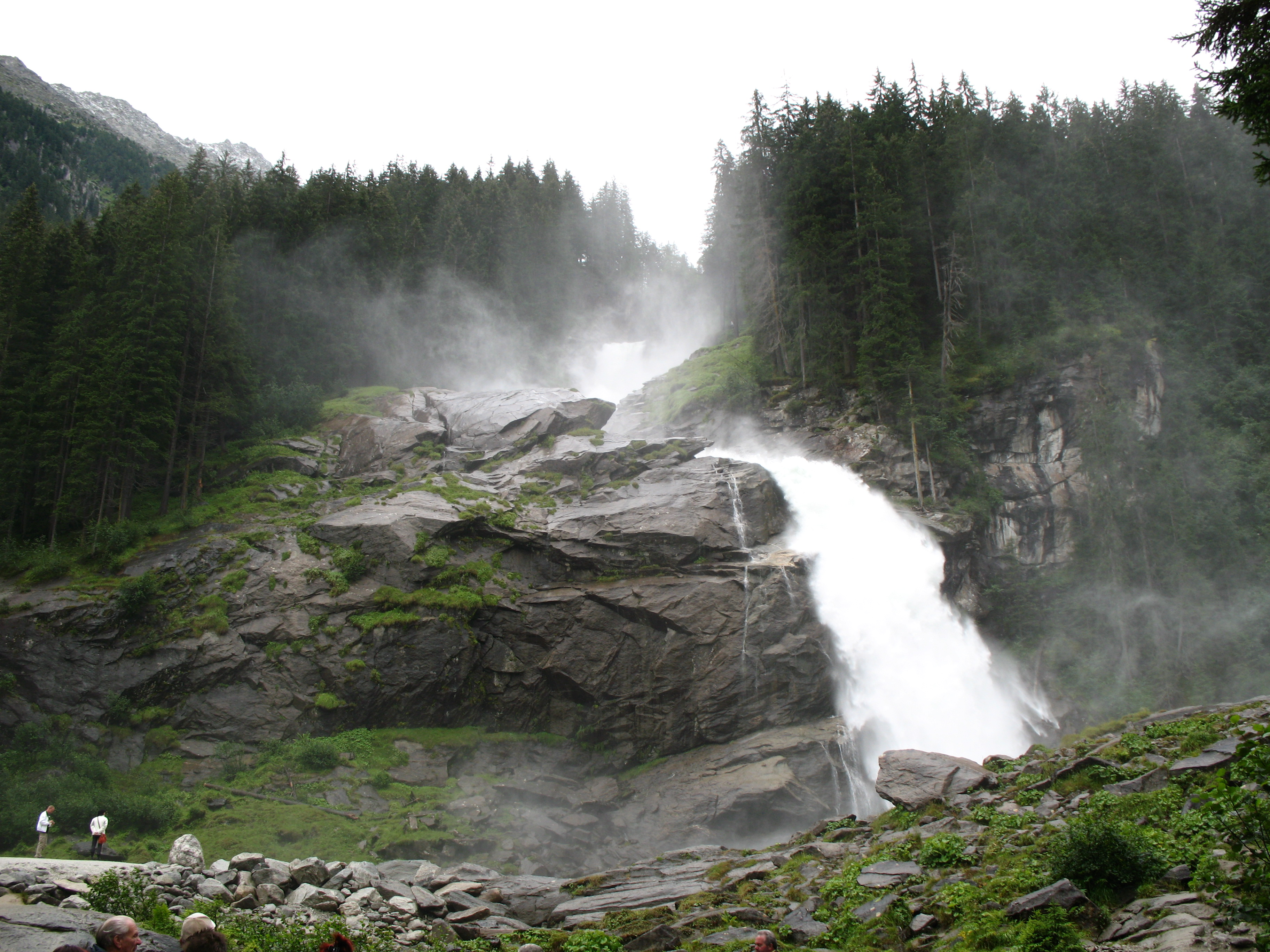
Krimmler waterval

Krimml is een gemeente in de Oostenrijkse deelstaat Salzburger Land, en maakt deel uit van het district Zell am See.
Krimml telt 841 inwoners (stand 1 januari 2014).

## Bezienswaardigheden
- Krimmler waterval, hoogste waterval van Europa van 380 m

## Transport
In het dorp Vorderkrimml bevindt zich Krimml Station aan de Pinzgauer Lokalbahn. Buslijnen 760 en 761 verbinden het station, doorheen Krimml, met de watervallen.
Bramberg am Wildkogel ·
Bruck an der Großglocknerstraße ·
Dienten ·
Fusch an der Großglocknerstraße ·
Hollersbach im Pinzgau ·
Kaprun ·
Krimml ·
Lend ·
Leogang ·
Lofer ·
Maishofen ·
Maria Alm ·
Mittersill ·
Neukirchen am Großvenediger ·
Niedernsill ·
Piesendorf ·
Rauris ·
Saalbach-Hinterglemm ·
Saalfelden ·
St. Martin bei Lofer ·
Stuhlfelden ·
Taxenbach ·
Unken ·
Uttendorf ·
Viehhofen ·
Wald im Pinzgau ·
Weißbach bei Lofer ·
Zell am See
- Gemeinsame Normdatei: 4216965-3
- Virtual International Authority File: 244152183